# Хоакін Карлос Сіфуентес Чалмет
Хоакін Карлос Сіфуентес Чалмет або просто Хоакінет (ісп. Joaquin Carlos Cifuentes Xalmet / Joaquinete; нар. 30 липня 1997, Альбасете, Іспанія) — іспанський футболіст, нападник та правий вінґер подільського «Епіцентру».

## Життєпис

### Виступи на батьківщині
Народився в Альбасете. Футболом розпочав займатися в сезоні 2017/18 років в «Альмансі». На початку липня 2018 року перебрався в «Атлетіко Ібаньєс». На початку липня 2021 року перейшов до «Кінтанара-дель-Рея». У кубку Іспанії дебютував 13 листопада 2022 року в програному (1:2) в овертаймі першого раунду проти «Жирони». Хоакінет вийшов на поле в стартовому складі, а на 65-й хвилині його замінив Фран Міная.
13 січня 2023 року підписав контракт з «Сокуельямосом». Дебютував за нову команду 15 січня 2023 року в нічийному (0:0) домашнього поєдинку 17-го туру 5-ї групи Сегунди Федерасьйон проти «Корії». Хоакін вийшов на поле на 64-й хвилині замість Рауля Годоя. Загалом у регулярній частині чемпіонату зіграв 18 матчів, ще 3 поєдинки провів у плей-оф за право підвищитися в класі.

### «Санта-Колома»
14 липня 2023 року підсилив «Санта-Колому». Дебютував за нову команду 17 вересня 2023 року в переможному (2:0) домашньому поєдинку 1-го туру чемпіонату Андорри проти «Ордіно». Чалмет вийшов на поле в стартовому складі, а на 63-й хвилині його замінив Аарон Санчес. Першим голом за «Санта-Колому» 30 вересня 2023 року на 39-й хвилині переможного (2:1) домашнього поєдинку 3-го туру чемпіонату Андорри проти «Інтера» (Ескальдес). Хоакінет вийшов на поле в стартовому складі та відіграв увесь матч, а на 71-й хвилині відзначився й гольовою передачею. Загалом у складі клубу зіграв 51 матч (11 голів) у чемпіонаті Андори, 7 матчів (3 голи) у кубку Андорри, 1 матч у суперкубку Андорри та 10 матчів у кваліфікаційних раундах жврокубків. Чемпіон Андорри, володар кубку та суперкубку країни.

### «Епіцентр»
У середині липня 2025 року стало відомо, що Хоакін має перейти до новачка вищого дивізіону чемпіонату України «Епіцентру». 23 липня 2025 року підписав контракт з подільським клубом.